# Anton Duschek
Anton „Toni“ Duschek (* 11. Juni 1925 in Wien; † 10. Juni 1985 zwischen Perchtoldsdorf und Mödling) war ein österreichischer Schauspieler.

## Biografie
Toni Duschek erhielt seine Ausbildung an Wiens Reinhardt-Seminar und begann seine Bühnenlaufbahn kurz nach Ende des Zweiten Weltkriegs am Theater in der Scala. An dieser politisch links orientierten Bühne wirkte er häufig in zeitnahen, sozialkritischen Stücken wie Der Bockerer (Uraufführung am 2. Oktober 1948) mit, einer, wie es im Untertitel heißt, „tragischen Posse“ um einen Querulanten und antinazistisch eingestellten Fleischer im Österreich zur Zeit der Annexion.
In der Folgezeit (1950er Jahre) trat Duschek auch an anderen österreichischen (Vereinigte Bühnen Graz, Theater für Vorarlberg in Bregenz) und schweizerischen Spielstätten (Stadttheater Bern) auf und kam 1954 für einige Stücke nach Berlin, um am dortigen Deutschen Theater und an den Kammerspielen aufzutreten. Meist erhielt er Episodenrollen. Wenig später kehrte Duschek nach Österreich zurück und spielte unter anderem am Landestheater Linz, wo er mit der Titelrolle in Giraudoux’ Lustspiel Der Apollo von Bellac im Herbst 1956 eine seltene Hauptrolle angeboten bekam. Später sah man ihn auch an bundesdeutschen Theatern (z. B. Städtische Bühnen Münster, Deutsches Schauspielhaus Hamburg). Dennoch blieb Duschek bis zuletzt überwiegend dem Wiener Theater (z. B. „Theater der Jugend im Renaissancetheater“) verbunden.
Ab den frühen 1960er Jahren wirkte Duschek regelmäßig in (zumeist österreichischen) Fernsehproduktionen mit. Dabei handelte es sich überwiegend um Adaptionen literarischer Vorlagen, unter anderen Tschechows Die Möwe, Goethes Egmont und Joseph Roths Radetzkymarsch. An der Seite der Wiener Kollegen Fritz Eckhardt und Fritz Muliar sah man Toni Duschek zu Beginn der 1970er Jahre auch mehrfach in Fernsehserien wie Oberinspektor Marek, Wenn der Vater mit dem Sohne und Die Abenteuer des braven Soldaten Schwejk. Duschek arbeitete auch als Sprecher (Böll-Lesungen) und in Hörspielen und galt überdies als ausgewiesener Kunstkenner und -sammler. 
Sein Tod war ebenso tragisch wie mysteriös. Duschek starb einen Tag vor Vollendung seines 60. Geburtstages: Während der Proben zu einer Hamlet-Aufführung, in der er den Osric spielen sollte, fiel Duschek mit dem Textbuch in der Hand am Nachmittag des 10. Juni 1985 in den vier Meter tiefen Burggraben am Hungerturm des Aufführungsortes, der Burg Perchtoldsdorf nahe Wien. Erst einige Zeit später fanden ihn Kollegen, die ihn für die gemeinsame Probe suchten, dort leblos liegen. Der schwer verletzte Duschek starb auf dem Weg ins Krankenhaus von Mödling. 
Toni Duscheks Grazer Ehefrau Helga Duschek (1925–1986), ebenfalls Schauspielerin, überlebte ihn um nicht einmal ein Jahr.

## Filmografie
(Fernsehen, wenn nicht anders angegeben)
- 1962: Der Bockerer
- 1963: Leutnant Gustl
- 1963: Die Möwe
- 1964: Karriere
- 1964: Radetzkymarsch
- 1965: Der Tag danach
- 1966: Pater Brown
- 1967: Zwischenfall in Antiochia
- 1967: Egmont
- 1969: Der Gerechte
- 1969: Der Weyland Casperl
- 1970: Blaue Blüten
- 1971: Trotta (Kinofilm)
- 1971: Weh dem, der lügt
- 1976: Die Wildente (Kinofilm)
- 1976: Bomber & Paganini (Kinofilm)
- 1976: Fehlschuß
- 1977: Oh lala – Die kleinen Blonden sind da (Kinofilm)
- 1978: Holocaust – Die Geschichte der Familie Weiß
- 1980: Land, das meine Sprache spricht
- 1985: Wohin und zurück, Teil 2: Santa Fe

## Theater
- 1955: Johann Nestroy: Theaterg’schichten – Regie: Emil Stöhr (Deutsches Theater Berlin)

## Hörspiele (Auswahl)
- 1956: Walter Netzsch: 30 Sekunden – Regie: Ferry Bauer (Original-Hörspiel, Kriminalhörspiel – ORF Oberösterreich)
- 1963: Georges Emmanuel Clancier: Merlin oder Der gefangene Vogelfänger – Regie: Hans Krendlesberger (Originalhörspiel – ORF Oberösterreich)
- 1965: Imre Madách: Die Tragödie des Menschen (1.Sansculotte) – Regie:Otto Ambros (Hörspielbearbeitung – ORF Wien)
- 1966: Pedro Calderón de la Barca: Die Welt ist Trug (Kammerdiener/Bauer) – Bearbeitung und Regie: Ulrich Baumgartner (Hörspielbearbeitung – ORF Wien/Wiener Festwochen)
- 1976: Lope de Vega: Liebe aus Neid oder Des Gärtners Hund (Fabio, Janas Haushofmeister) – Regie: Rudolf Kautek (Hörspielbearbeitung – ORF Wien)
- 1977: Luigi Pirandello: Sechs Personen suchen einen Autor (Inspizient) – Bearbeitung und Regie: Peter Weihs (Hörspielbearbeitung – ORF Wien)
- 1978: Franz Hrastnik: Tod in Triest – Regie: Ferry Bauer (Hörspiel – ORF Oberösterreich)
- 1980: Ulrich Becher: Der Bockerer (Dr. Galleitner) – Bearbeitung: Peter Preses; Regie: Götz Fritsch (Hörspielbearbeitung – ORF Burgenland)
- 1982: Zarco Petan: Hohle Taler (Arzt) – Regie: Helmuth Froschauer (Originalhörspiel – ORF Wien/BR)
- 1983: Ernst Hinterberger: Mit fliegenden Fahnen (Ministerialrat) – Regie: Herwig Seeböck (Hörspiel – ORF Wien)
- 1985: Erich Ledersberger: Der Triebtäter (Psychologe) – Regie: Frank Michael Weber (Hörspiel – ORF Wien)

Quelle: Ö1-Hörspieldatenbank